# Pfarrkirche Neukirchen an der Vöckla

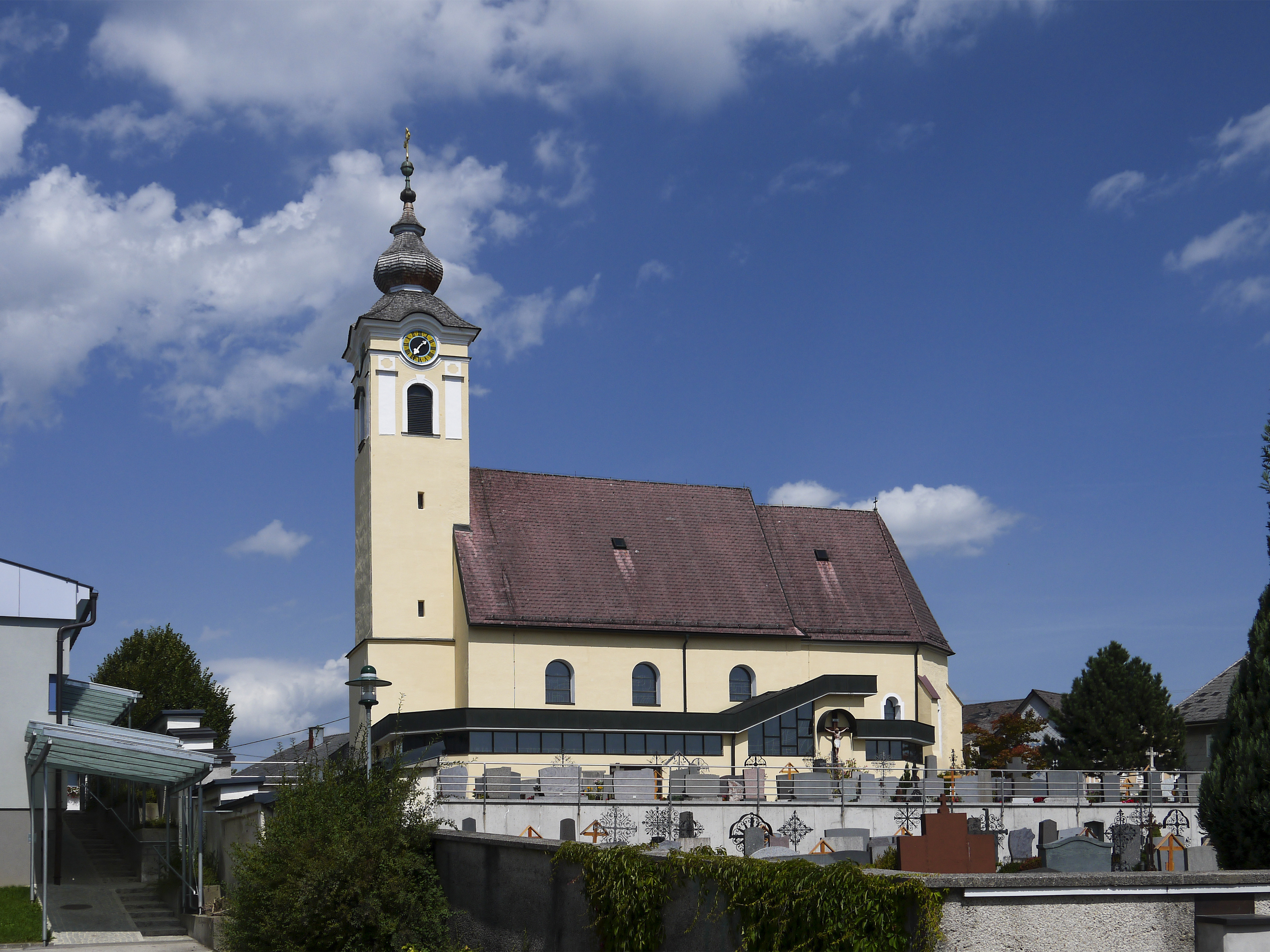
Katholische Pfarrkirche hl. Leonhard in Neukirchen an der Vöckla

Die römisch-katholische Pfarrkirche Neukirchen an der Vöckla steht in der Gemeinde Neukirchen an der Vöckla im Bezirk Vöcklabruck in Oberösterreich. Sie ist dem heiligen Leonhard geweiht und gehört zum Dekanat Frankenmarkt in der Diözese Linz. Das Bauwerk steht unter Denkmalschutz.

## Geschichte
Die Kirche wird im 13. Jahrhundert erstmals urkundlich erwähnt. Die ursprünglich spätgotische Kirche wurde nach einem Brand 1766 barockisiert.
Nach dem Frankenburger Würfelspiel, bei dem der bayerische Statthalter Adam Graf von Herberstorff am 15. Mai 1625 36 Männer paarweise um ihr Leben würfeln ließ, wurden drei der Verlierer am Kirchturm von Neukirchen an der Vöckla durch Erhängen hingerichtet.

## Kirchenbau
Kirchenäußeres
Der Westturm hat einen Zwiebelhelm. Dem spätgotischen Südportal ist eine Vorhalle vorgebaut.
Kircheninneres
Die Kirche war ursprünglich eine spätgotische zweischiffige Hallenkirche, die 1766 barockisiert wurde. Der eingezogene Chor ist einjochig und stichkappentonnengewölbt. Er schließt in einem Fünfachtelschluss ab. Das Langhaus wurde im Jahr 1933 zu einer einschiffigen Kirche umgebaut.

## Ausstattung
Der Hochaltar wurde im dritten Viertel des 18. Jahrhunderts gebaut. Die Altarbilder stammen von Friedrich Wutschl aus dem Jahr 1884. Die Seitenaltäre wurden 1720 gebaut. Die Kanzel ist von 1800. Die Statuen des Schmerzenmannes und der Schmerzhaften Muttergottes wurden nach 1750 geschaffen. Ein Vortragekreuz ist aus dem zweiten Viertel des 18. Jahrhunderts.

## Glocke
Eine Glocke wurde 1769 gegossen.